# Napomyza lacustris
Napomyza lacustris este o specie de muște din genul Napomyza, familia Agromyzidae, descrisă de Zlobin în anul 1994. Conform Catalogue of Life specia Napomyza lacustris nu are subspecii cunoscute.